# Burg Laubegg (BE)
Die Burg Laubegg ist die Ruine einer mittelalterlichen Burg aus dem 12. Jahrhundert in der Schweizer Gemeinde Boltigen im Kanton Bern.

## Lage und Beschreibung
Die Ruine befindet sich zwischen den beiden Dörfern Garstatt und Grubenwald. Die Burg Laubegg stand auf einem Felssporn der auf drei Seiten steil zur Simme abfällt. Die Burg war in zwei Höfe aufgeteilt. An den Halsgraben der heute noch sichtbar ist, grenzte der erste Hof. In ihn stand ein grosser Palas und eventuell waren dort auch noch Stallungen untergebracht. Im gegen Osten angebauten Hof stand ein Turm. Von der Burg Laubegg sind heute noch einige Mauerreste und zwei Halsgräben sichtbar. Sie liegt in der Nähe der Burg Mannenberg.

## Geschichte
Die Burg und die Herrschaft gehörten um 1300 den Freiherren von Strättligen. 1336 verkauften diese die Herrschaft dem Grafen Peter III. von Greyerz. Weil die Grafen von Greyerz in der Schlacht bei Laupen 1339 gegen Bern gekämpft hatten zählten sie zu Berns ärgsten Feinden. 1346 unternahm die Stadt Bern mit den Freiherren von Weißenburg einen erfolglosen Feldzug gegen die Burg Laubegg. 1349 kam es zu einem zweiten Feldzug gegen den Grafen von Greyerz. Das Gefecht endete in einem Berner Sieg und die Burg wurde zerstört. In der Folge gelangte 1356 die Herrschaft in den Besitz der Familie von Düdingen. Diese verkauften 1378 den Besitz an die Stadt Freiburg. 1386 fiel die Herrschaft während des Sempacherkriegs endgültig an Bern.